# Justin Kruger
Justin Kruger (* um 1965 in Kalifornien) ist ein amerikanischer Sozialpsychologe und Professor an der New Yorker Universität Stern School of Business.

## Leben
Kruger erlangte 1993 einen Bachelor of Science in Psychologie an der Santa Clara University und wurde 1999 an der Cornell University zum Doktor der Sozialpsychologie promoviert.
Kruger ist bekannt für seine Mitarbeit an einer Studie im Jahre 1999 mit David Dunning. Diese Studie – besser bekannt als der Dunning-Kruger-Effekt – zeigt, dass Individuen, welche am wenigsten leisten (besonders in den Gebieten Humorbeurteilung, Grammatik und Logik), die eigene Kompetenz signifikant überschätzen.